# Julianus von Le Mans

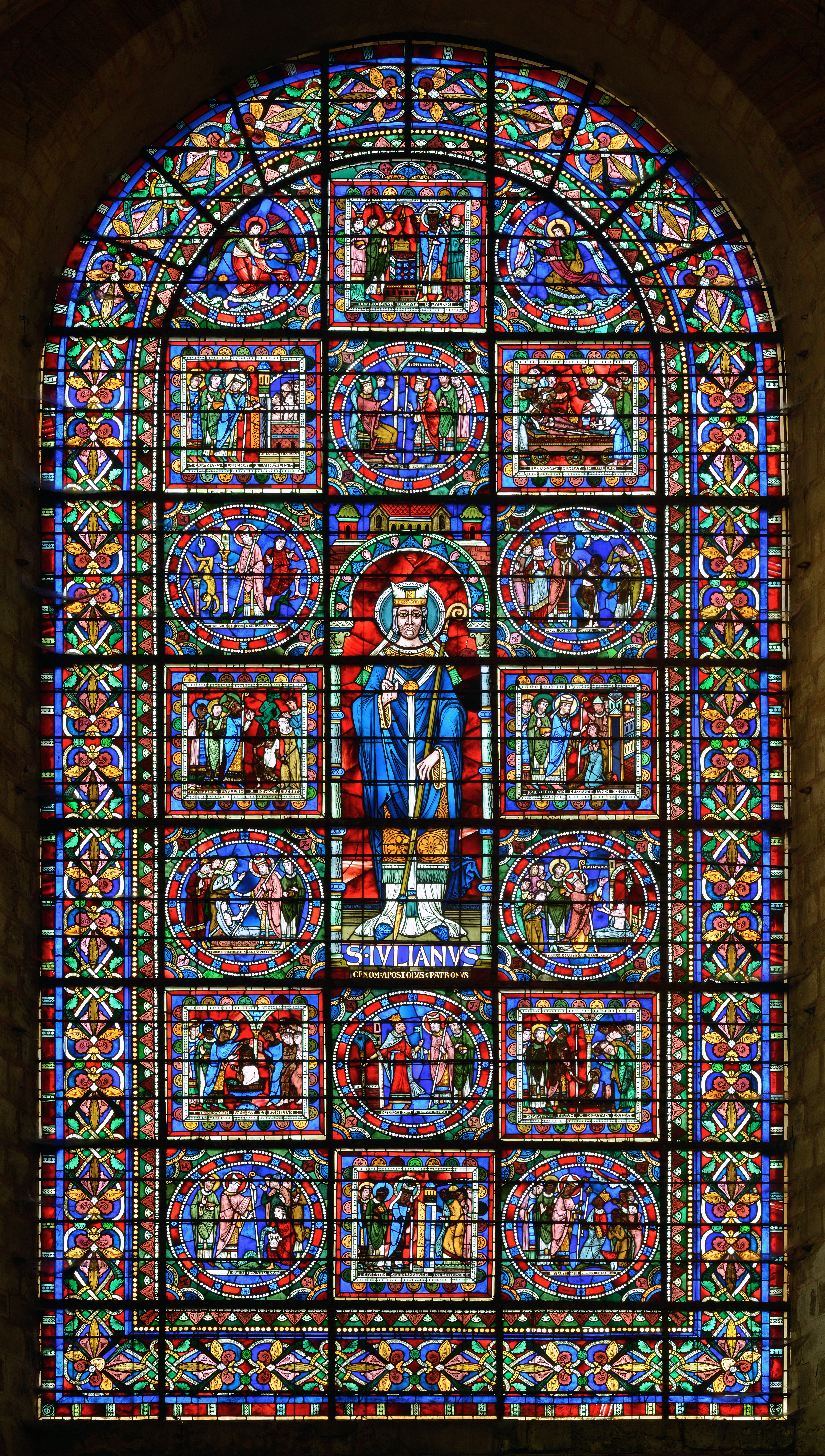
Hl. Julian, Glasfenster in der Kathedrale von Le Mans

Julian(us) (oder auch Sankt Julian; frz. Saint Julien du Mans; † 348) war der erste Bischof von Le Mans und ist seit 1158 Schutzpatron des französischen Bistums und der Kathedrale von Le Mans. Er wird in der römisch-katholischen Kirche als Heiliger verehrt. Sein Gedenktag ist der 27. Januar.

## Leben
Julian wurde Ende des 3. Jahrhunderts geboren und war von 301 bis zu seinem Tod im Jahr 348 Bischof in Le Mans. Er war Vorgänger des Liborius. Über sein Wirken als Bischof ist kaum etwas bekannt. Vor der Zeit als Bischof war er wohl als Missionar im Gebiet zwischen Tours und Le Mans tätig.
Die Basilika über seinem Grab wurde erstmals 619 erwähnt. Im Jahr 835 wurden Julians Reliquien in die Kathedrale von Le Mans gebracht. Seit 1243 befinden sich auch einige Reliquien in Paderborn.

## Bauernregel
„Das Eis zerbricht Sankt Julian, wo nicht, da drückt er’s fester an.“